# Zarafa

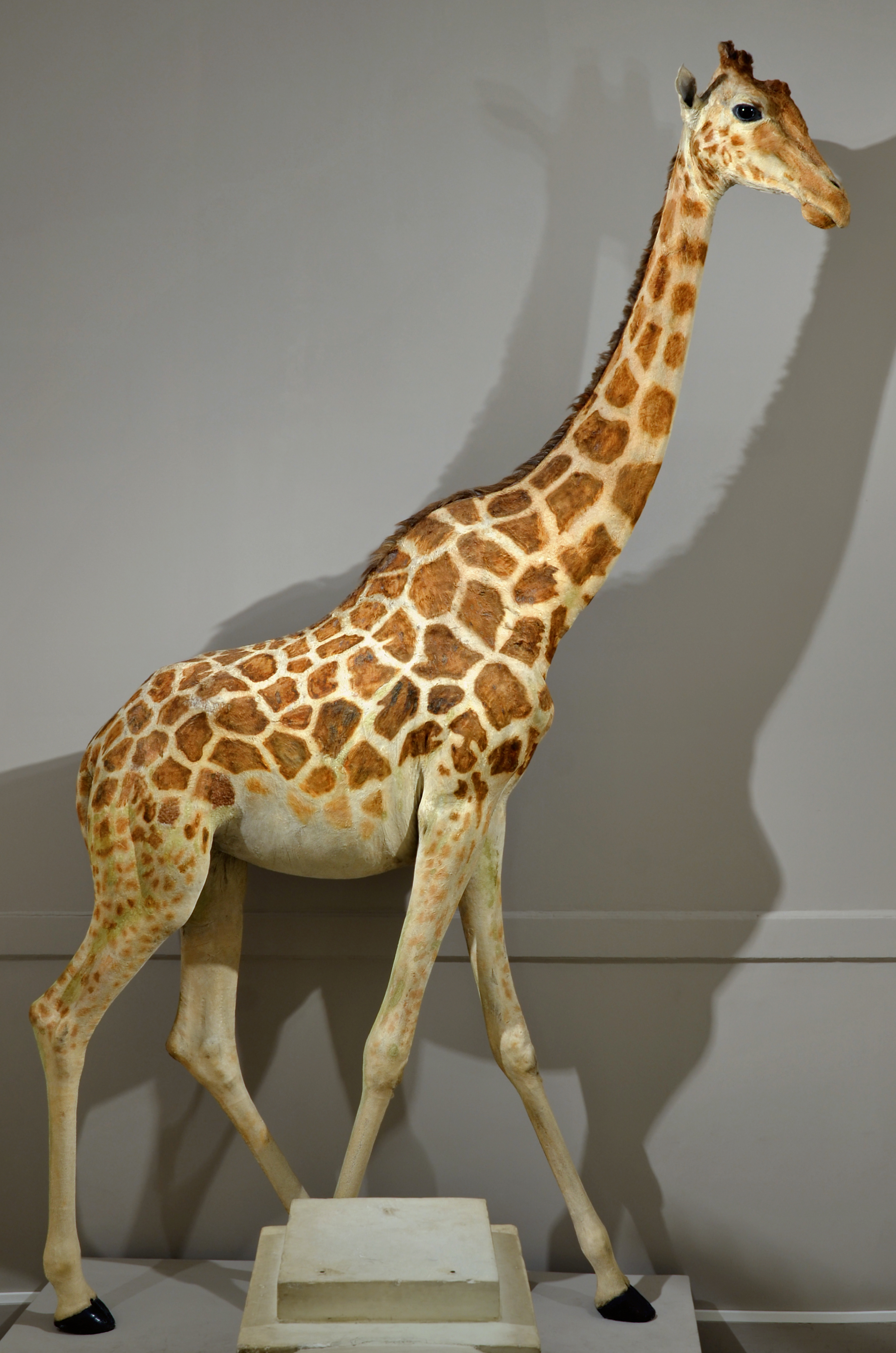
La jirafa conocida como Zarafa, regalada por Muhammad Ali de Egipto a Carlos X de Francia, fue disecada a su muerte y se exhibe en el Museo de Historia Natural de La Rochelle, Francia.

Zarafa (c. 1825 - 12 de enero de 1845) es el nombre de una jirafa hembra regalada en 1826 a Carlos X de Francia por Mehmet Alí, gobernador del Egipto Otomano. Permaneció 18 años expuesta al público en el Jardin des Plantes de París, hasta fallecer debido a su avanzada edad. Fue parte de un trío de jirafas remitidas por el pachá egipcio a los principales monarcas europeos, las primeras vistas en Europa desde que la Jirafa Médici fue enviada a Lorenzo de Médici en 1486.
En 2012 se creó una película de animación narrando parte de estos hechos dirigida por Remi Bezançon y Jean Christophe Lie, autor este último de las películas de Kirikú.